# Zij danste slechts een zomer
Zij danste slechts een zomer (Zweeds: Hon dansade en sommar) is een Zweedse dramafilm uit 1951 onder regie van Arne Mattsson. De film won de Gouden Beer op het Filmfestival van Berlijn in 1952.

## Verhaal
De student Göran Stendahl is juist geslaagd voor zijn examens en brengt de zomervakantie door bij zijn oom Anders Persson op het platteland. Kort na zijn aankomst leert hij het boerenmeisje Kerstin kennen. Ze worden verliefd op elkaar. De plattelandsgemeenschap bekijkt hun relatie argwanend. Oom Anders brengt begrip op voor de relatie van Göran en Kerstin, maar de ouders van Kerstin en de plaatselijke dominee zijn er sterk op tegen. De dominee gelooft dat de mens geneigd is tot alle kwaad en verbiedt o.a. dat de school wordt gebruikt voor jongerenfeesten.

## Rolverdeling
| Acteur           | Personage      |
| ---------------- | -------------- |
| Ulla Jacobsson   | Kerstin        |
| Folke Sundquist  | Göran          |
| Edvin Adolphson  | Anders Persson |
| Irma Christenson | Sigrid         |
| John Elfström    | Priester       |
| Nils Hallberg    | Nisse          |
| Gunvor Pontén    | Sylvia         |
| Berta Hall       | Anna           |